# Australutica manifesta
Australutica manifesta är en spindelart som beskrevs av Rudy Jocqué 1995. Australutica manifesta ingår i släktet Australutica och familjen Zodariidae.
Artens utbredningsområde är Sydaustralien. Inga underarter finns listade.